# Villa romana de Paterna
La villa romana de Paterna es una villa habitada entre el siglo i a. C. y el vi d. C., ubicada al sur del centro urbano de Paterna (Valencia, España), muy cerca de la orilla izquierda río Turia, en el denominado Sector del Río. Toda el área está declarada bien de relevancia local.
La villa se localizó en 2008 durante unas excavaciones iniciadas el año anterior en dicha zona, y constituye uno de los principales yacimientos romanos en toda el área comprendida entre Valencia y Liria. La villa, en origen una residencia rural, se convirtió en un vicus (aldea) hacia el siglo iii y es el probable origen de la posterior villa medieval de Paterna, que ya era un núcleo importante en el siglo xi. El yacimiento está protegido a la espera de una futura puesta en valor, mientras que los principales hallazgos de la villa se exponen en el Museo Municipal de Cerámica de Paterna.

## Excavaciones y hallazgos
Las excavaciones en el Sector del Río se sucedieron entre 2007 y 2011, sacando a la luz los restos de una villa romana. Las fases más antiguas de habitación datan del siglo i a. C. y fue transformándose paulatinamente en un vicus que siguió poblado hasta, al menos, el siglo vii. En la villa se han encontrado las dos zonas clásicas: la pars urbana, donde residía el propietario de la explotación; y la pars rustica, donde vivían los trabajadores y donde además se ubicaban los establos, almacenes e instalaciones de transformación, entre las que destaca la almazara (torcularium).
En las excavaciones han hallado objetos que cubren la mayoría de los ámbitos de la vida cotidiana. Así, se han extraído monedas, exvotos, fichas de juego, herramientas, objetos de aseo, etc. fabricados en una gran variedad de materiales; también se han encontrado algunos testimonios epigráficos de los siglos ii y iii. La cerámica encontrada es de cronología ibérica, romana y medieval, si bien las más abundante es la de época imperial y altoimperial.
En el espacio de la villa se encontraron 41 enterramientos, siendo solo uno individual y los demás colectivos. En casi todos ellos se han hallado además ajuares funerarios conformados por anillos, pulseras, pendientes, hebillas y demás adornos personales.